# تولوکساک (آلاسکا)
تولوکساک (به انگلیسی: Tuluksak) شهری در ناحیه سرشماری بتل ایالت آلاسکا است که جمعیت آن در سرشماری سال ۲۰۰۰ میلادی ۴۲۸ نفر بوده‌است.